# Back office
Et back office henviser til de dele af driften i en virksomhed, som ikke er i direkte kontakt med kunderne. Det kan eksempelvis være regnskab, IT og HR.
Da internettet kom frem, begyndte mange virksomheder at outsource mange af deres back office-funktioner til andre lande. Eksempelvis har Indien, grundet den store udbredelse af engelsk, udnyttet dette til at skabe en stor outsourcingindustri for back office-funktioner.
| Erhverv og erhvervsliv | Spire Denne artikel om erhverv, erhvervsliv og arbejdsmarked er en spire som bør udbygges. Du er velkommen til at hjælpe Wikipedia ved at udvide den. |